# Sperandia, patronka Cingoli
Sperandia (ur. ok. 1216 w Gubbio, zm. ok. 1276 w Cingoli) – święta Kościoła katolickiego, zakonnica.
Prowadziła samotne życie, ale także wędrowała przez Umbrię i Marchię Ankońską głosząc konieczność pokuty. Zamieszkała w grocie na Monte Cuto. Następnie została ksienią klasztoru Benedyktynek św. Michała w Cingoli. Krewna św. Ubalda z Gubbio. Jej ciało przechodziło wiele razy ekshumację, ale nie ulega rozkładowi. Kościół wspomina ją 11 sierpnia. Jej kult zaaprobowano w 1635.